# Bataille de la forêt de Tuchola
Seconde Guerre mondiale
Batailles
Campagne de Pologne :
- Ultimatum allemand
- Ordre de bataille
- Opération Himmler
- Plan Pékin
- Plan Worek
- Baie de Dantzig
- Défense de la poste centrale de Dantzig
- Westerplatte
- Grudziądz
- Mokra
- Węgierska Górka
- Krojanty
- Forêt de Tuchola
- Borowa Góra
- Wizna
- La Bzura
- Hel
- Jarosław
- Brest-Litovsk
- Tête de pont roumaine
- Invasion soviétique
- Lwów
- Modlin
- Tomaszów Lubelski
- Grodno
- Krasnobród
- Wilno
- Varsovie
- Szack
- Wytyczno
- Kock

La bataille de la forêt de Tuchola (en allemand : Schlacht in der Tucheler Heide, en polonais : Bitwa w Borach Tucholskich) est l'une des premières batailles de la campagne de Pologne lors de la Seconde Guerre mondiale. Elle débute le 1er septembre et prend fin le 5 septembre 1939 avec une victoire allemande majeure. En raison d'un manque de coordination et d'un État-major médiocre du côté des forces polonaises, les Allemands parviennent à paralyser l'armée polonaise en Poméranie et à établir un lien avec la province de Prusse-Orientale, perçant le corridor de Dantzig.

## Contexte historique
La forêt de Tuchola (en polonais : Bory Tucholskie, en allemand : Tucheler Heide), territoire prussien, est intégrée au corridor de Dantzig à la suite du traité de Versailles de 1919. En raison de son relief difficile et boisé, la forêt est considérée par les Polonais comme un bon terrain défensif. Toutefois, les troupes allemandes connaissaient le terrain, menant des exercices militaires dans celle-ci jusqu'en 1919. Le généralissime allemand Heinz Guderian est né à Chełmno, près de Tuchola.
La défense de ce secteur est assurée par la 9e division d'infanterie polonaise sous le commandement du général Józef Werobej (pl) et par la 27e division d'infanterie sous le commandement de Juliusz Drapella (pl), auxquelles s'ajoutent le groupe opérationnel Czersk sous le commandement de Stanisław Grzmot-Skotnicki, comprenant une brigade de cavalerie et deux détachements d'artillerie/infanterie.
Côté allemand, la 4e armée sous le commandement de Hans Günther von Kluge, incluant notamment le XIX Panzerkorps de Heinz Guderian, et le IIe corps d'armée d'Adolf Strauß, basés en Poméranie occidentale, ont pour ordre de s'emparer du corridor.
Le XIX Panzerkorps est composé de la 2e division motorisée du général Paul Bader, de la 20e division motorisée du général Mauritz von Wiktorin et de la 3e Panzerdivision du général Leo Geyr von Schweppenburg. Le IIe corps d'armée quant à lui est constitué de la 3e division d'infanterie du général Walter Lichel et de la 32e division d'infanterie du général Franz Böhme.

## Déroulement de la bataille

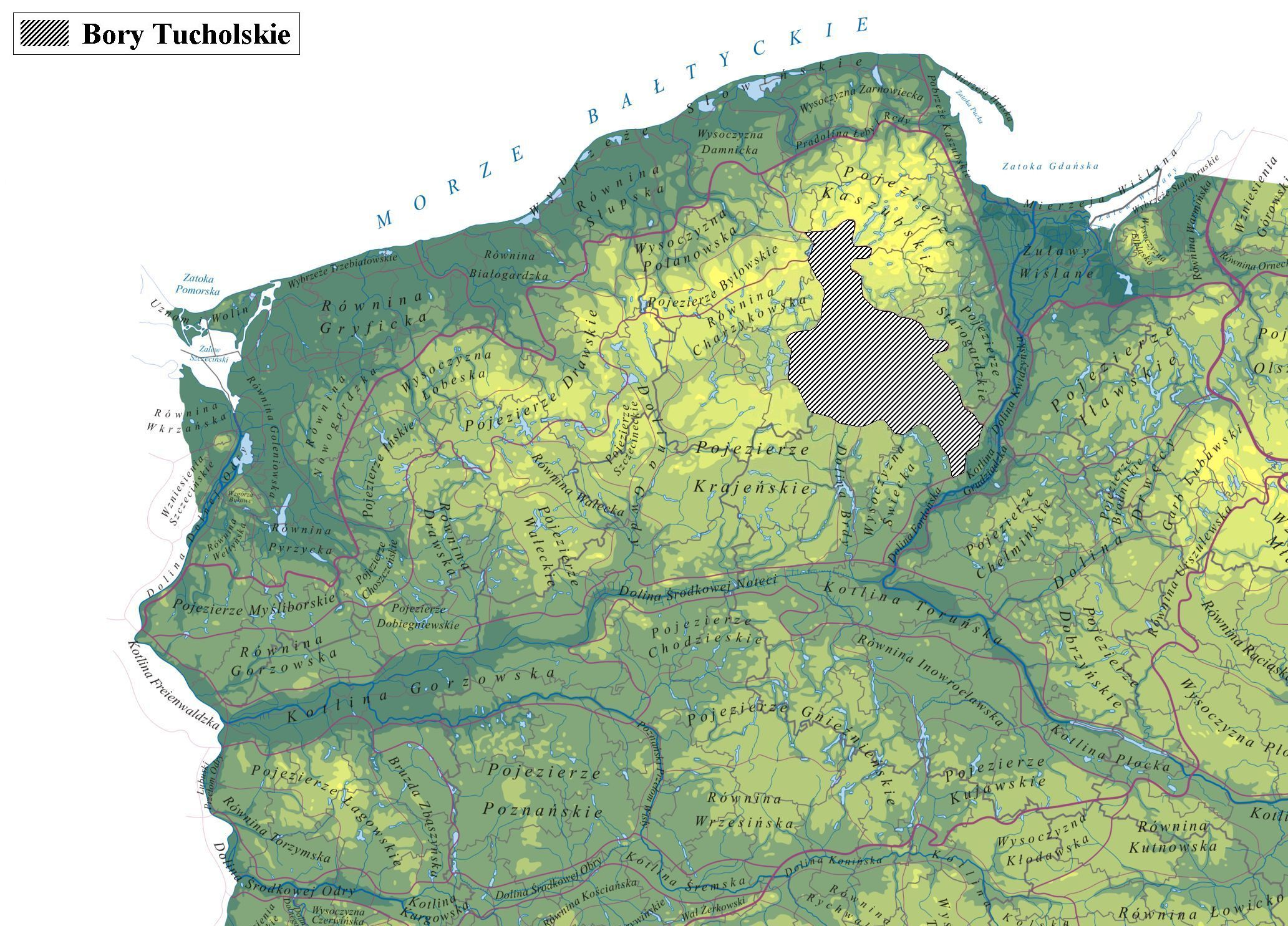
Localisation de la forêt de Tuchola (gris hachuré) dans le nord de la Pologne.

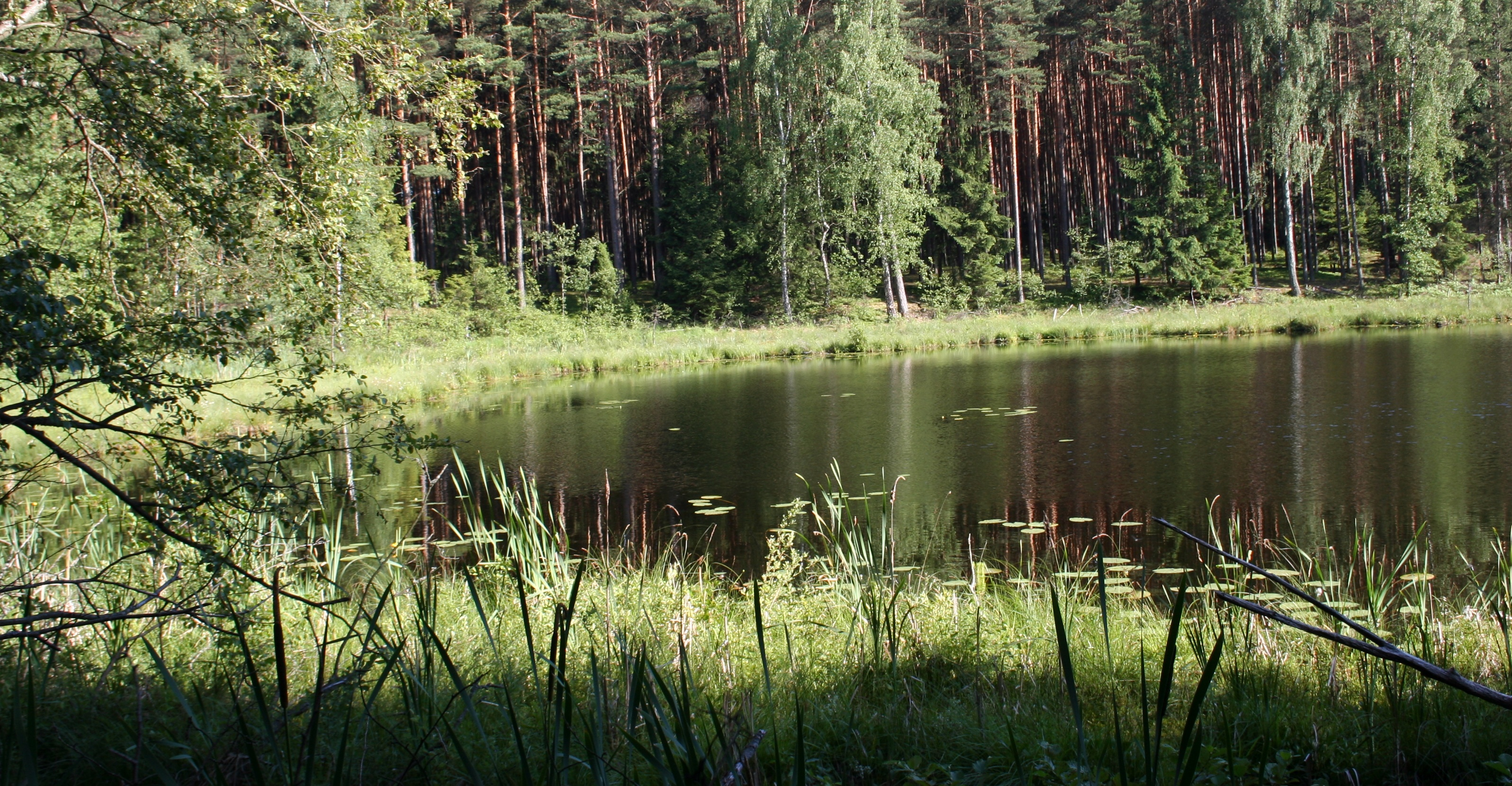
La forêt de Tuchola en 2010.

Malgré plusieurs victoires tactiques polonaises, y compris l'escarmouche de Krojanty le 1er septembre (une charge de la cavalerie polonaise qui deviendra célèbre), et la destruction d'un train blindé allemand près de Chojnice, les forces allemandes parviennent à avancer rapidement grâce à leur Blitzkrieg.
Certaines forces polonaises ne sont par ailleurs pas prêtes au combat au 1er septembre 1939 et la brutalité de l'offensive allemande permet d'enfoncer rapidement les lignes polonaises. Les Allemands disposent d'environ 300 blindés dans le secteur de Tuchola menés par Heinz Guderian.
Au 3 septembre, la plupart des forces polonaises sont encerclées, contraintes de se rendre, tandis que certaines parviennent à battre en retraite à Bydgoszcz.

## Conséquences
Le 5 septembre, la bataille prend fin et l'armée polonaise à Tuchola est défaite. Les Allemands parviennent à percer le corridor de Dantzig, certaines unités lancent un assaut contre la résistance polonaise dans les zones fortifiées de la mer Baltique tandis que le gros de l'armée allemande continue sa progression en profondeur sur le territoire polonais.
Le 6 septembre, Adolf Hitler visite le front et félicite Guderian pour sa progression rapide.
Sous l'occupation allemande, les SS de Hans Kammler et de Walter Dornberger réalisent plusieurs essais de missiles de V2  (107 au total) dans la forêt de Tuchola. Découverts par l'Armia Krajowa, le site sera bombardé à plusieurs reprises par les aviations alliées avant que Tuchola ne soit libérée en janvier 1945 lors de l'offensive de l'Armée rouge dans cette région.